# ماكسين مارغوليس
ماكسين مارغوليس (بالإنجليزية: Maxine Margolis)‏ هي عالمة الإنسان أمريكية، ولدت في 1942.